# ATP1A2
ATP1A2 o enzima ATPasa subunidad alfa-2 de transporte de potasio y sodio es una enzima ATPasa que regula estableciendo o manteniendo el paso de los iones de potasio y sodio a través de la membrana celular.
Esta enzima pertenece al grupo de enzimas ATPasa que regulan el flujo de potasio y sodio, del subgrupo A.  

## Sinonimia
Esta enzima tiene diferentes nombres:
1. Bomba de sodio subunidad alfa-2
2. Proteína Sodio/Potasio-ATPasa subunidad catalítica alfa-2
3. Na+/K+ ATPasa 2
4. Polipéptido para el transporte de Na+/K+

## Funciones
Al igual que el ATP1A1, cataliza la hidrólisis de ATP unido al intercambio de iones de sodio y potasio a través de la membrana plasmática, creando así un gradiente electroquímico de Ca2 + e iones K +, proporcionando la energía para el transporte activo de diversos nutrientes.

## Deficiencias y trastornos relacionados
Las mutaciones en este gen (ATP1A2) producen migrañas basilar o hemipléjica, hereditarias, y un raro síndrome conocido como hemiplejía alternante de la infancia.
Este último síndrome produce los primeros síntomas alrededor de los 18 meses y estos consisten en crisis de hemiplejía transitorias que afectan indistintamente a los hemicuerpos (mitad del cuerpo). Neonatalmente pueden apreciarse movimientos oculares extraños, nistagmo y crisis tónicas o distónicas.

## Otras lecturas
- Lingrel JB, Orlowski J, Shull MM, Price EM (1990). «Molecular genetics of Na,K-ATPase.». Prog. Nucleic Acid Res. Mol. Biol. Progress in Nucleic Acid Research and Molecular Biology 38. pp. 37-89. ISBN 9780125400381. PMID 2158121. doi:10.1016/S0079-6603(08)60708-4.
- Dunbar LA, Caplan MJ (August 2001). «Ion pumps in polarized cells: sorting and regulation of the Na+, K+- and H+, K+-ATPases». The Journal of Biological Chemistry 276 (32): 29617-20. PMID 11404365. doi:10.1074/jbc.R100023200.
- Shull MM, Pugh DG, Lingrel JB (October 1989). «Characterization of the human Na,K-ATPase alpha 2 gene and identification of intragenic restriction fragment length polymorphisms». The Journal of Biological Chemistry 264 (29): 17532-43. PMID 2477373. doi:10.1016/S0021-9258(18)71525-1.
- Sverdlov ED, Bessarab DA, Malyshev IV, Petrukhin KE, Monastyrskaya GS, Broude NE, Modyanov NN (February 1989). «Family of human Na+,K+-ATPase genes. Structure of the putative regulatory region of the alpha+-gene». FEBS Letters 244 (2): 481-3. PMID 2537767. S2CID 85369528. doi:10.1016/0014-5793(89)80588-5.
- Yang-Feng TL, Schneider JW, Lindgren V, Shull MM, Benz EJ, Lingrel JB, Francke U (February 1988). «Chromosomal localization of human Na+, K+-ATPase alpha- and beta-subunit genes». Genomics 2 (2): 128-38. PMID 2842249. doi:10.1016/0888-7543(88)90094-8.
- Shull MM, Lingrel JB (June 1987). «Multiple genes encode the human Na+,K+-ATPase catalytic subunit». Proceedings of the National Academy of Sciences of the United States of America 84 (12): 4039-43. Bibcode:1987PNAS...84.4039S. PMC 305017. PMID 3035563. doi:10.1073/pnas.84.12.4039.
- Sverdlov ED, Monastyrskaya GS, Broude NE, Allikmets RL, Melkov AM, Malyshev IV, Dulobova IE, Petrukhin KE (June 1987). «The family of human Na+,K+-ATPase genes. No less than five genes and/or pseudogenes related to the alpha-subunit». FEBS Letters 217 (2): 275-8. PMID 3036582. doi:10.1016/0014-5793(87)80677-4.
- Maruyama K, Sugano S (January 1994). «Oligo-capping: a simple method to replace the cap structure of eukaryotic mRNAs with oligoribonucleotides». Gene 138 (1–2): 171-4. PMID 8125298. doi:10.1016/0378-1119(94)90802-8.
- Zahler R, Gilmore-Hebert M, Baldwin JC, Franco K, Benz EJ (July 1993). «Expression of alpha isoforms of the Na,K-ATPase in human heart». Biochimica et Biophysica Acta (BBA) - Biomembranes 1149 (2): 189-94. PMID 8391840. doi:10.1016/0005-2736(93)90200-J.
- Stengelin MK, Hoffman JF (May 1997). «Na,K-ATPase subunit isoforms in human reticulocytes: evidence from reverse transcription-PCR for the presence of alpha1, alpha3, beta2, beta3, and gamma». Proceedings of the National Academy of Sciences of the United States of America 94 (11): 5943-8. Bibcode:1997PNAS...94.5943S. PMC 20886. PMID 9159180. doi:10.1073/pnas.94.11.5943.
- Suzuki Y, Yoshitomo-Nakagawa K, Maruyama K, Suyama A, Sugano S (October 1997). «Construction and characterization of a full length-enriched and a 5'-end-enriched cDNA library». Gene 200 (1–2): 149-56. PMID 9373149. doi:10.1016/S0378-1119(97)00411-3.
- Ducros A, Joutel A, Vahedi K, Cecillon M, Ferreira A, Bernard E, Verier A, Echenne B, Lopez de Munain A, Bousser MG, Tournier-Lasserve E (December 1997). «Mapping of a second locus for familial hemiplegic migraine to 1q21-q23 and evidence of further heterogeneity». Annals of Neurology 42 (6): 885-90. PMID 9403481. S2CID 20915050. doi:10.1002/ana.410420610.
- Terwindt GM, Ophoff RA, Lindhout D, Haan J, Halley DJ, Sandkuijl LA, Brouwer OF, Frants RR, Ferrari MD (August 1997). «Partial cosegregation of familial hemiplegic migraine and a benign familial infantile epileptic syndrome». Epilepsia 38 (8): 915-21. PMID 9579893. doi:10.1111/j.1528-1157.1997.tb01257.x.
- Nagase T, Ishikawa K, Suyama M, Kikuno R, Miyajima N, Tanaka A, Kotani H, Nomura N, Ohara O (October 1998). «Prediction of the coding sequences of unidentified human genes. XI. The complete sequences of 100 new cDNA clones from brain which code for large proteins in vitro». DNA Research 5 (5): 277-86. PMID 9872452. doi:10.1093/dnares/5.5.277.
- Katzmarzyk PT, Rankinen T, Pérusse L, Dériaz O, Tremblay A, Borecki I, Rao DC, Bouchard C (June 1999). «Linkage and association of the sodium potassium-adenosine triphosphatase alpha2 and beta1 genes with respiratory quotient and resting metabolic rate in the Québec Family Study». The Journal of Clinical Endocrinology and Metabolism 84 (6): 2093-7. PMID 10372716. doi:10.1210/jcem.84.6.5774.
- Rankinen T, Pérusse L, Borecki I, Chagnon YC, Gagnon J, Leon AS, Skinner JS, Wilmore JH, Rao DC, Bouchard C (January 2000). «The Na(+)-K(+)-ATPase alpha2 gene and trainability of cardiorespiratory endurance: the HERITAGE family study». Journal of Applied Physiology 88 (1): 346-51. PMID 10642400. doi:10.1152/jappl.2000.88.1.346.
- Ukkola O, Joanisse DR, Tremblay A, Bouchard C (May 2003). «Na+-K+-ATPase alpha 2-gene and skeletal muscle characteristics in response to long-term overfeeding». Journal of Applied Physiology 94 (5): 1870-4. PMID 12496141. doi:10.1152/japplphysiol.00942.2002.

- Datos: Q17832956